# Pomorowo (Varmia y Masuria)
Pomorowo [pronunciación en polaco: /pɔmɔˈrɔvɔ/] (en alemán: Pomehren) es un pueblo en el distrito administrativo de Gmina Lidzbark Warmiński, dentro del Distrito de Lidzbark, Voivodato de Varmia y Masuria, en el norte de Polonia.
Pomorowo está aproximadamente 7 kilómetros al oeste de Lidzbark Warńeski y 36 kilómetros al norte de la capital regional, Olsztyn.